# 11772 Jacoblemaire
11772 Jacoblemaire è un asteroide della fascia principale. Scoperto nel 1973, presenta un'orbita caratterizzata da un semiasse maggiore pari a 2,6684131 UA e da un'eccentricità di 0,1103261, inclinata di 5,02190° rispetto all'eclittica.
L'asteroide è dedicato al navigatore olandese Jacob Le Maire.